# Tiggy
 (août 2024).
Si vous disposez d'ouvrages ou d'articles de référence ou si vous connaissez des sites web de qualité traitant du thème abordé ici, merci de compléter l'article en donnant les références utiles à sa vérifiabilité et en les liant à la section « Notes et références ».
Tiggy (son vrai nom est Charlotte Vigel) est une artiste danoise spécialiste de Bubblegum dance et Eurodance. Son style est similaire à Aqua ou bien de Toy-Box.
Elle fait partie de l'émission Morgenhyrderne sur Radio 100 FM.